# Mine d'or du Bourneix
La mine d'or du Bourneix est une ancienne mine d'or française située sur la commune du Chalard, à environ 10 km à l'ouest de Saint-Yrieix-la-Perche, dans le département de la Haute-Vienne. Il s'agit de la dernière exploitation d'or à avoir été fermée en Limousin.
Les terrains de la mine s'étendent sur le territoire des trois communes du Chalard et de Ladignac-le-Long (Haute-Vienne) et de Jumilhac-le-Grand, dans le département voisin de la Dordogne. Ils sont situés en rive droite de l'Isle, de part et d'autre du ruisseau du Galet.